# 生原忠右衛門
生原 忠右衛門（忠右衞門、はいばら ちゅうえもん / ちゅううえもん、1868年3月15日（慶応4年2月22日）- 1932年（昭和7年）12月20日）は、明治後期から昭和前期の政治家、実業家。衆議院議員。

## 経歴
甲斐国山梨郡小松村（山梨県東山梨郡春日居村、春日居町を経て現笛吹市春日居町小松）で、豪農・生原広賢、かく の長男として生まれる。1892年（明治25年）6月、家督を相続した。
1889年（明治22年）町村制施行以来、春日居村会議員を務め、1894年（明治27年）東山梨郡会議員に当選。1899年（明治32年）山梨県会議員に選出され、所得税調査委員、春日居村助役なども務めた。
1917年（大正6年）4月、第13回衆議院議員総選挙に山梨県郡部から立憲政友会所属で出馬して当選し、衆議院議員に1期在任した。1920年（大正9年）5月の第14回総選挙（山梨県第2区、立憲政友会公認）に立候補したが次点で落選した。その後、政友会山梨県支部顧問を務めた。
実業界では、1912年に第十銀行取締役となり、その他、中央電力取締役、中央護謨監査役などを務めた。